# Maria Monica Donato
Maria Monica Donato (Pisa, 30 marzo 1959 – Pisa, 14 settembre 2014) è stata una storica dell'arte italiana nota specialmente per i suoi contributi sull'arte politica e sulle firme degli artisti nel Medioevo.

## Biografia
Figlia di Giovanna e Luigi Donato, studiò Lettere classiche all'Università di Pisa. Inizialmente intenzionata a laurearsi con Gian Biagio Conte, nel 1984 discusse una tesi dal titolo Uomini illustri. Studi sull'immagine umanistica di un tipo iconografico sotto la guida di Salvatore Settis. In quello stesso anno fu ammessa al Corso di perfezionamento della Classe di Lettere e Filosofia della Scuola Normale Superiore, dove si addottorò nel 1988, avendo trascorso un soggiorno di studio quale F.A. Yates Fellow al Warburg Institute di Londra (1987), dove in seguito fu anche visiting professor. Borsista presso I Tatti – The Harvard University Center for Italian Renaissance Studies (1989-1990), nel 1992 vinse un concorso per ricercatore di Storia dell'arte presso la Scuola Normale, prestando servizio dal 1993 al 2000 nel seminario di Storia dell'arte e archeologia e nel Centro di ricerche informatiche sui beni culturali, animato da Paola Barocchi. Tra il 1997 e il 2005 ha insegnato diverse discipline storico-artistiche a Pisa (Facoltà di lingue e letterature straniere), a Siena (Scuola di specializzazione in archeologia e storia dell'arte) e a Parma, dove nel 2000 era diventata professoressa associata nella Facoltà di lettere e filosofia. Lì rimase fino al 2005, quando ritornò alla Normale, succedendo a uno dei suoi maestri, Enrico Castelnuovo. Nel Palazzo della Carovana, dove aveva già contribuito a formare, tra i molti, studiosi come Fabrizio Crivello, Alessio Monciatti e Michele Tomasi, fu prima straordinaria e poi ordinaria di Storia dell'arte medievale, fino alla sua precoce scomparsa, per malattia, il 14 settembre 2014.
Già direttore scientifico, con Clara Baracchini, del progetto informatico "Piazza dei Miracoli", volto alla ricerca, alla tutela e alla comunicazione del complesso monumentale della Cattedrale di Pisa, Donato ha fatto parte del consiglio direttivo della Fondazione Memofonte, creata da Paola Barocchi, e dei comitati scientifici degli Annali della Scuola Normale Superiore di Pisa. Classe di Lettere e Filosofia, del Bullettino Senese di Storia Patria, di Fontes. Rivista di filologia, iconografia e storia della tradizione classica e di Iconographica. Rivista di iconografia medievale e moderna.

## Studi
Alcuni dei temi e dei metodi della ricerca storico-artistica di Donato, come la ricostruzione di tradizioni iconografiche e il rapporto tra scrittura e immagine nelle arti del Medioevo, sono presenti in nuce fin dalla tesi di laurea, dedicata a un tema di storia della tradizione classica, il tipo figurativo degli Uomini Famosi tra il basso Medioevo e l'età umanistica, che introdusse la giovane studiosa, formatasi come filologa classica, alla storia dell'arte medievale in senso più ampio. Parte dei risultati della ricerca furono dati alle stampe in un saggio, ormai classico, nei volumi sulla Memoria dell'antico nell'arte italiana, editi da Giulio Einaudi e curati da Salvatore Settis, figura di riferimento per la storica pisana. Proprio in occasione delle ricerche per la tesi riconobbe, all'interno dell'antica udienza dell'Arte dei Giudici e dei Notai nella Via del Proconsolo a Firenze, il più antico 'ritratto' superstite di Dante.
Smarcandosi dalla tradizione di studi storico-artistici italiana che privilegiava lo studio delle forme e dello stile delle opere d'arte, Maria Monica Donato ha centrato i suoi studi sulla funzione e sul significato delle immagini, dedicandosi a ritessere i fili dell'arte politica nell'Italia dei Comuni e delle prime Signorie. Con ‘arte politica' ci si riferisce all'insieme di immagini, prevalentemente dipinte, che popolavano i palazzi civici e le città del Centro e del Nord Italia medievali: inteso a orientare la vita civile, questo patrimonio figurativo, soggetto ai destini politici delle varie città, si è in larga parte dissolto, ma è ricostruibile almeno in parte grazie a lacerti, echi visivi e tradizioni indirette, anche testuali. Questa "politica in figure" – per usare un'espressione coniata della studiosa – ha il suo vertice nel Buon Governo dipinto da Ambrogio Lorenzetti sulle pareti della Sala dei Nove nel Palazzo Pubblico di Siena. Di tale ciclo, accostato fin dagli anni del dottorato, dedicato agli affreschi di Casa Corboli ad Asciano senese, Donato è stata l'indagatrice più rigorosa e acuta nella pur plurisecolare storia critica del monumento. Approfondendo la lettura che ne aveva dato Nicolai Rubinstein, conosciuto, insieme a Ernst Gombrich, presso il Warburg Institute, la studiosa riteneva che alla base dell'allegoria politica dipinta da Ambrogio vi fosse la riflessione sulla centralità della giustizia e il bene comune maturata in ambito comunale sulla scorta dell'Etica e della Politica aristoteliche. Ai fini di una corretta esegesi delle pitture, che Berenson si era arreso a definire "sciarade dipinte", Donato teneva a sottolineare la necessità di decifrare "figure e iscrizioni per sé, ma anche sullo sfondo della loro tradizione: quella della pittura politica toscana", di cui rintracciava il primo esempio nell'affresco perduto di Giotto al Palazzo del Podestà di Firenze. Questo interesse trentennale per la funzione politica e civica dell'immagine sacra e secolare nel basso e tardo Medioevo fu l'origine della mostra Dal Giglio al David. Arte civica a Firenze fra Medioevo e Rinascimento, curata nel 2013, insieme a Daniela Parenti, presso la Galleria dell'Accademia di Firenze.
Grossomodo dalla metà degli anni Novanta le sue ricerche si espansero all'"arte di corte" nell'Italia settentrionale, specialmente alla committenza artistica e all'‘immagine monumentale' dei Signori di Verona, di Padova e, più tangenzialmente, di Milano, nel segno delle indagini dell'amato Julius von Schlosser, esponente massimo di quella Scuola di Vienna che per la studiosa costituì, insieme con Aby Warburg, Ernst Gombrich e Millard Meiss, un modello storiografico fondamentale.
Alla Scuola di Vienna la avvicinava anche il forte interesse per la letteratura artistica: oltre al contributo su Restoro d'Arezzo, lo scrittore duecentesco cui si deve la prima e originalissima descrizione del sarcofago romano di Cortona, si segnalano soprattutto quelli dedicati a Francesco Petrarca, di cui indagò sagacemente il rapporto con le arti e gli artisti, dall'oscuro "Magister Benedictus" al celebre Simone Martini, un altro sommo pittore senese cui la studiosa dedicò alcuni contributi. Non videro la stampa i suoi studi sul Medioevo nelle Vite di Giorgio Vasari, che pure l'accompagnarono negli ultimi, sofferti anni della sua vita.
Dai seminari normalistici di Enrico Castelnuovo e dalla personale sensibilità storico-artistica di Donato, ritenuta "una delle studiose più raffinate e colte" della medievistica non solo italiana, dovette germinare sul finire degli Anni Novanta l'interesse per le firme degli artisti medievali. Muovendo dal proposito di approfondire la conoscenza delle persone storiche degli artisti medievali, Donato seppe valorizzare, costruendone un meditato e articolato corpus digitale (Nomina), le sottoscrizioni che gli artefici allegavano alle loro opere, utilizzandole non solo come strumento attributivo, ma come una fonte storica peculiare, e fino a quel momento misconosciuta, sullo status degli artefici e come "Kunstliteratur monumentale". Grazie a queste ricerche scoprì la fonte della firma di Giotto, che con una straordinaria intuizione antiquaria si sottoscrisse più volte con la formula opus + genitivo (Opus Iocti), esemplata sulle sottoscrizioni apocrife apposte alle basi dei Dioscuri di Montecavallo. Nell'ambito di questo imponente progetto, nel 2013 uscì un volume a stampa sui maestri orafi senesi, frutto di un lavoro interdisciplinare tra storici dell'arte, epigrafisti, paleografi. Di tale metodo di lavoro, trasmesso con passione agli allievi nelle lezioni tenute alla Scuola Normale, è testimonianza la rivista digitale da lei fondata nel 2009, Opera Nomina Historiae (ONH), che, nata a margine del repertorio delle Opere firmate nell'arte italiana/Medioevo, è presto diventata collettore dei contributi elaborati in seno al seminario pisano di Storia dell'arte medievale diretto dalla studiosa: contributi accomunati, come lei stessa dichiarò, "dall'aspirazione a una storia dell'arte parimenti attenta al proprium dei documenti monumentali e figurativi e alle circostanze della loro origine, vita e fortuna negl'intrecci della storia politica, economica, sociale e culturale".
A conferma dell'inusuale ampiezza della sua tastiera metodologica, unita a un rigore scientifico non comune nel mondo degli studi anche italiano, si ricordi che Maria Monica Donato sostenne l'idea del primo convegno italiano accademico sull'araldica tenutosi tra il Kunsthistorisches Institut in Florenz e la Scuola Normale nel 2011. Presso quest'ultima sede nel 2012 organizzò, insieme a Lucia Faedo e a Sonia Maffei, un convegno sugli archivi digitali per la fortuna dell'antico e della tradizione artistica. Nel 2015, tra il Museo Nazionale di San Matteo e lo stesso KHI, si svolse un altro convegno, che Donato fece in tempo appena a ideare, dedicato al polittico di Simone Martini per la chiesa pisana di Santa Caterina.

## Opere
- Gli eroi romani tra storia ed exemplum: i primi cicli umanistici di Uomini Famosi, in Memoria dell'antico nell'arte italiana, 3 voll., a cura di Salvatore Settis, Torino, 1984-1986, II. I generi e i temi ritrovati, 1985, pp. 97-152.
- Famosi Cives: testi, frammenti e cicli perduti a Firenze fra Tre e Quattrocento, «Ricerche di storia dell'arte», 30, 1986, pp. 27-42.
- Per la fortuna monumentale di Giovanni Boccaccio fra i grandi fiorentini: notizie e problemi, «Studi sul Boccaccio», 17, 1988, pp. 287-342.
- Un ciclo pittorico ad Asciano (Siena), palazzo pubblico e l'iconografia ‘politica' alla fine del Medioevo, «Annali della Scuola Normale Superiore di Pisa», s. 3, 18/3, 1988, pp. 1105-1272.
- Aristoteles in Siena. Fresken eines sienesischen Amtsgebäudes in Asciano, in Malerei und Stadtkultur in der Dantezeit. Die Argumentation der Bilder, hrsg. von Hans Belting, Dieter Blume, München, 1989, pp. 105-114.
- Hercules and David in the Early Decoration of the Palazzo Vecchio: Manuscript Evidence, «Journal of the Warburg and Courtauld Institutes», 54, 1991, pp. 83-98.
- Barlaam e Iosafat, in Enciclopedia dell'arte medievale, III, Roma, 1992, pp. 99-102.
- «Archeologia dell'arte». Emanuel Löwy all'Università di Roma (1889-1915), «Ricerche di storia dell'arte», 50, 1993, pp. 62-75.
- Testi, contesti, immagini politiche nel tardo Medioevo: esempi toscani. In margine a una discussione sul «Buon governo», «Annali dell'Istituto storico italogermanico in Trento», 19, 1993 (1994), pp. 305-341.
- «Cose morali, e anche appartenenti secondo e' luoghi»: per lo studio della pittura politica nel tardo medioevo toscano, in Le forme della propaganda politica nel Due e nel Trecento, atti del convegno (Trieste 1993), a cura di Paolo Cammarosano, Roma, 1994, pp. 491-517.
- I signori, le immagini e la città. Per lo studio dell'"immagine monumentale" dei signori di Verona e di Padova, in Il Veneto nel Medioevo. Le signorie trecentesche, a cura di Andrea Castagnetti e Gian Maria Varanini, Verona, 1995, pp. 379-454.
- Il ciclo pittorico, in Ambrogio Lorenzetti. Il Buon Governo, a cura di Enrico Castelnuovo, Milano 1995, p. 44; L'Allegoria del buon governo, ibid., p. 46; Gli Effetti del buon governo in città, ibid., p. 148; Gli Effetti del buon governo in campagna, ibid., p. 244; L'Allegoria del malgoverno, ibid., p. 316; Gli Effetti del malgoverno in città, ibid., p. 346; Gli Effetti del malgoverno in campagna, ibid., p. 368; Le figurazioni nelle fasce decorative, ibid., p. 378.
- La "bellissima inventiva": immagini e idee nella Sala della Pace, in Ambrogio Lorenzetti. Il Buon Governo, a cura di Enrico Castelnuovo, Milano, 1995, pp. 23-41.
- Un «savio depentore» fra «scienza de le stelle» e «sutilità» dell'antico: Restoro d'Arezzo, le arti e il sarcofago romano di Cortona, «Annali della Scuola Normale Superiore di Pisa. Classe di Lettere e Filosofia. Quaderni», s. 4, 1996, 1/2 (Studi in onore del Kunsthistorisches Institut in Florenz per il suo centenario), pp. 51-78.
- Immagini e iscrizioni nell'arte ‘politica' fra Tre e Quattrocento, in «Visibile parlare». Le scritture esposte nei volgari italiani dal Medioevo al Rinascimento, atti del convegno (Cassino-Montecassino 1992), a cura di Claudio Ciociola, Napoli, 1997, pp. 341-396.
- «Constructa civibus suis». Un itinerario dentro e intorno alla Cattedrale di Pisa, in Alla riscoperta di Piazza del Duomo in Firenze, 7. Santa Maria del Fiore nell'Europa delle Cattedrali, Firenze, 1998, pp. 67-95.
- Masolino da Panicale (1383-1440 ca), in Dizionario Enciclopedico del Medioevo, 3 voll., dir. André Vauchez, con la collaborazione di Cathérine Vincent, ed. it. a cura di Claudio Leonardi, Roma 1998-1999, II. F-O, 1998, p. 1153.
- «Pictorie studium». Appunti sugli usi e lo statuto della pittura nella Padova dei Carraresi (e una proposta per le «città liberate» di Altichiero e di Giusto al Santo), «Il Santo», 39, 1999, pp. 467-504.
- scheda 89 (Michele Savonarola, Libellus de magnificis ornamentis regie civitatis Padue), in La miniatura a Padova dal Medioevo al Settecento, catalogo della mostra (Padova-Rovigo 1999), a cura di Giovanna Baldissin Molli, Giordana Canova Mariani e Federica Toniolo, Modena, 1999, pp. 230-231.
- Historie Parens Patavum: per una tradizione d'arte civica, dal Medioevo all'Età moderna, in Percorsi tra parole e immagini (1400-1600), a cura di Angela Guidotti e Massimiliano Rossi, Lucca, 2000, pp. 51-74.
- Per il Corpus delle opere firmate del Medioevo italiano, in Le opere e i nomi. Prospettive sulla ‘firma' medievale in margine ai lavori per il Corpus delle opere firmate del Medioevo italiano, a cura di Maria Monica Donato, con la collaborazione di Monia Manescalchi, Pisa, 2000, pp. 5-8; Le opere e i nomi: problemi e ricerche, ibid., pp. 9-12; Nomi nascosti: qualche caso toscano per una ricerca difficile, ibid., pp. 51-53.
- Ancora sulle ‘fonti' nel Buon Governo di Ambrogio Lorenzetti: dubbi, precisazioni, anticipazioni, in Politica e cultura nelle repubbliche italiane dal Medioevo all'Età moderna. Firenze, Genova, Lucca, Siena, Venezia, atti del convegno (Siena 1997), a cura di Simonetta Adorni Braccesi e Mario Ascheri, Roma, 2001, pp. 43-79.
- «Minietur ligeturque … per magistrum Benedictum». Un nome per il miniatore milanese del Petrarca, in Opere e giorni. Studi su mille anni di arte europea dedicati a Max Seidel, a cura di Klaus Bergdolt e Giorgio Bonsanti, Venezia, 2001, pp. 189-200.
- Dal progetto del mausoleo di Livio agli Uomini illustri "ad fores renovati Iusticii": celebrazione civica a Padova all'inizio della dominazione veneta, in De lapidibus sententiae. Scritti di storia dell'arte per Giovanni Lorenzoni, a cura di Tiziana Franco e Giovanna Valenzano, Padova, 2002, pp. 111-129.
- Il pittore del Buon Governo: le opere "politiche" di Ambrogio in Palazzo Pubblico, in Pietro e Ambrogio Lorenzetti, a cura di Chiara Frugoni, Cinisello Balsamo, 2002, pp. 201-255.
- La cappella di San Martino, in La Basilica di San Francesco ad Assisi/The Basilica of St Francis in Assisi, 4 voll., a cura di Giorgio Bonsanti, Modena, 2002, II.2 Schede, pp. 343-347: San Martino divide il suo mantello con un povero, ibid., p. 347; Cristo appare in sogno a san Martino recando il mantello donato al povero, ibid.; San Martino riceve l'investitura cavalleresca, ibid., pp. 347-348; San Martino rinuncia alle armi e affronta il nemico armato della sola croce, ibid., p. 348; San Martino resuscita un bambino, ibid.; Il sogno di sant'Ambrogio, ibid., pp. 348-349; Due angeli rivestono le braccia di san Martino, che ha donato la tunica a un povero, ibid., p. 349; L'imperatore Valentiniano, atterrito dall'incendio del trono, rende omaggio a san Martino, ibid.;La morte di san Martino, ibid., pp. 349-350; Le esequie di san Martino, ibid., p. 350; Il cardinale Gentile da Montefiore di fronte a san Martino, ibid., pp. 350-351; San Luigi IX di Francia e san Ludovico di Tolosa; Sant'Antonio da Padova e san Francesco; Santa Chiara e santa Elisabetta d'Ungheria; Santa Maria Maddalena e santa Caterina d'Alessandria, ibid., pp. 351-352; Angeli, particolari delle fasce decorative delle Storie di san Martino di Tours, ibid., p. 352; Santi guerrieri; Santi vescovi e Padri della Chiesa; Santi monaci ed eremiti, ibid., pp. 356-357; San Francesco, san Ludovico da Tolosa, sant'Elisabetta d'Ungheria, beata Agnese di Boemia, sant'Emerico d'Ungheria, Madonna col Bambino tra i santi Stefano e Ladislao d'Ungheria (?), ibid., pp. 424-426; San Martino divide il suo mantello con un povero (sinopia dalla cappella di San Martino della Basilica inferiore), ibid., p. 645.
- Il princeps, il giudice, il «sindacho» e la città. Novità su Ambrogio Lorenzetti nel Palazzo Pubblico di Siena, in Imago urbis. L'immagine della città nella storia d'Italia, atti del convegno (Bologna 2001), a cura di Francesca Bocchi e Rosa Smurra, Roma, 2003, pp. 389-407.
- "Veteres" e "novi", "externi" e "nostri". Gli artisti di Petrarca: per una rilettura, in Medioevo: immagine e racconto, atti del convegno (Parma 2000), a cura di Arturo Carlo Quintavalle, Milano, 2003, pp. 433-455.
- Kunstliteratur monumentale. Qualche riflessione e un progetto per la firma d'artista, dal Medioevo al Rinascimento, «Letteratura & Arte», 1, 2003 (2004), pp. 23-47.
- «Quando i contrari son posti da presso…». Breve itinerario intorno al Buon Governo tra Siena e Firenze, in Il Buono e il Cattivo Governo. Rappresentazioni nelle arti dal Medioevo al Novecento, catalogo della mostra (Venezia 2004), a cura di Giuseppe Pavanello, Venezia, 2004, pp. 21-43.
- Simone Martini: un pittore «in paradiso», fra potenti e poeti, in Artifex bonus. Il mondo dell'artista medievale, a cura di Enrico Castelnuovo, Roma-Bari, 2004, pp. 157-167.
- con Andrea Vecchi, Piazza dei Miracoli (http://www.opapisa.it/piazza): un sistema informativo per la ricerca, la tutela, la gestione e la comunicazione, in Progetto DURRËS, atti del secondo e terzo incontro scientifico, a cura di Maurizio Buora e Sara Santoro, («Antichità altoadriatiche», 58), Trieste, 2004, pp. 251-285.
- Buon Governo: una lettura, «Accademia dei Rozzi», 12, 2005/23, pp. 7-20.
- Dal Comune rubato di Giotto al Comune sovrano di Ambrogio Lorenzetti (con una proposta per la "canzone" del Buon Governo), in Medioevo: immagini e ideologie, atti del convegno (Parma 2002) a cura di Arturo Carlo Quintavalle, Milano, 2005, pp. 489-509.
- Dante nell'arte civica toscana. Parole, temi, ritratti, in Maria Monica Donato et alii, Dante e le arti visive, Milano, 2006, pp. 9-47.
- Memorie degli artisti, memoria dell'antico: intorno alle firme di Giotto, e di altri, in Medioevo: il tempo degli antichi, atti del convegno (Parma 2003), a cura di Arturo Carlo Quintavalle, Milano, 2006, pp. 522-546.
- Il primo ritratto documentato di Dante e il problema dell'iconografia trecentesca. Conferme, novità e anticipazioni dopo due restauri, in Dante e la fabbrica della Commedia, atti del convegno (Ravenna 2006), a cura di Alfredo Cottignoli, Donatino Domini e Giorgio Gruppioni, Ravenna, 2008, pp. 355-380.
- Il progetto Opere firmate nell'arte italiana / Medioevo: ragioni, linee, strumenti. Prima presentazione, in L'artista medievale, atti del convegno (Modena 1999), a cura di Maria Monica Donato («Annali della Scuola Normale Superiore di Pisa. Classe di Lettere e Filosofia. Quaderni», s. 4, 16, 2003/2), Pisa, 2008, pp. 365-400; con Stefano Riccioni e Michele Tomasi, Appendice. Un esempio di scheda: Tommaso di Vannino e un calice inedito a Edimburgo, ibid., pp. 401-413.
- Linee di lettura, «Opera Nomina Historiae. Giornale di cultura artistica», 1, 2009 (Forme e significati della ‘firma' d'artista. Contributi sul Medioevo, fra premesse classiche e prospettive moderne, a cura di Maria Monica Donato, pp. I-XI).
- Il repertorio Opere firmate nell'arte italiana / Medioevo. La versione libraria, «Opera Nomina Historiae. Giornale di cultura artistica», 5/6, 2011-2012, pp. I-XXI; Sulla soglia. Note della curatrice, ibid., pp. 5-15.
- «Conosco un ottimo storico dell'arte…». Per Enrico Castelnuovo. Scritti di allievi e amici pisani, a cura di Maria Monica Donato e Massimo Ferretti, Pisa, 2012.
- Arte civica a Firenze, dal primo Popolo al primo Umanesimo. La tradizione, i modelli perduti, in Dal Giglio al David. Arte civica a Firenze fra Medioevo e Rinascimento, catalogo della mostra (Firenze 2013), a cura di Maria Monica Donato, Daniela Parenti, Firenze-Milano, 2013, pp. 19-33. Scheda 17 (Ambrogio Lorenzetti, Il Comune di Siena, gabella, luglio-dicembre 1344), ibid., pp. 144-146; scheda 18 (Maestro del Trittico Richardson, Il Comune di Siena e i cittadini concordi, biccherna, gennaio-giugno 1385), ibid., p. 148; scheda 65 (Seymour S. Kirkup [copia da], Il ‘Dante di Giotto'), ibid., pp. 250-251.
- Palazzo dell'Arte dei Giudici e Notai (o del Proconsolo), in Dal Giglio al David. I luoghi dell'arte civica a Firenze, Firenze-Milano, 2013, pp. 58-62.
- Il repertorio Opere firmate nell'arte italiana / Medioevo. La versione libraria, in Opere firmate nell'arte italiana / Medioevo. Siena e artisti senesi. Maestri orafi, a cura di Maria Monica Donato, Roma 2013, pp. I-XXI; Le molte ‘firme' degli orafi senesi, ibid., pp. 5-16.
- «Ogni cosa è pieno d'arme». Uno sguardo dell'esterno, in L'arme segreta. Araldica e storia dell'arte nel Medioevo (secoli XIII-XV), a cura di Matteo Ferrari, Firenze, 2015, pp. 19-27.
- Gli affreschi del Palazzo dell'Arte de' Giudici e Notai, in «Annali della Scuola Normale Superiore di Pisa. Classe di Lettere e Filosofia», s. 5, 7, 2015/1, pp. 3-20.
- Gli affreschi del Palazzo dell'Arte dei Giudici e Notai, in Maria Monica Donato, Umberto Montano, Il cibo e la bellezza. Un ciclo di affreschi, il volto di Dante e una grande cucina, Firenze-Milano, 2015, pp. 17-43.
- "Costruita dai suoi cittadini". La cattedrale di Pisa: storie e domande intorno a un monumento (quasi) millenario, «Opera Nomina Historiae. Giornale di cultura artistica», 8, 2013, pp. 1-22.
- con Daniele Giorgi, Giotto negato, Giotto ‘reinventato'. La Fede cristiana al Palagio di Parte Guelfa, «Mitteilungen des Kunsthistorischen Institutes in Florenz», 58, 2016/3, pp. 291-317.

### Pubblicazioni divulgative
- Gli Uffizi, in Guide d'Italia. Firenze e provincia (Touring Club Italiano), Milano, 1993, pp. 200-237.
- La donazione Contini Bonacossi, in Guide d'Italia. Firenze e provincia (Touring Club Italiano), Milano, 1993, pp. 506-507.
- Il percorso artistico e culturale, in Guide d'Italia. Firenze. Le colline, il Mugello, il Valdarno, il Chianti (Touring Club Italiano), Milano, 1994, pp. 14-19.
- Su quei muri trionfa la giustizia, «Medioevo. Un passato da riscoprire», 1/8, 1997, pp. 61-66.
- Una delle bellezze «che abbi el mondo», «Medioevo. Un passato da riscoprire», 1/5, 1997, pp. 30-34.
- Le Arche del potere, «Medioevo. Un passato da riscoprire», 2/7 (19), 1998, pp. 36-39.
- La fabbrica del Duomo. Un capolavoro di senso civico, «Medioevo. Un passato da riscoprire», 4/3, 2000, pp. 46-53.
- Il santo e la chiesetta, «Medioevo. Un passato da riscoprire», 4/9 (44), 2000, pp. 66-70.
- Il trionfo del vero, «Medioevo. Un passato da riscoprire», 4/12 (47), 2000, pp. 30-38.
- Tanti soldi, tanto onore, «Medioevo. Un passato da riscoprire», 4/12 (47), 2000, pp. 41-44.
- Bel sorriso e naso regolare. Giallo sul vero volto di Dante, «Pagine della Dante», s. 3, 78, 2005, pp. 37-42.
- Così ho ritrovato il vero volto di Dante, «Il Sole-24 ore», 9 aprile 2005, p. 20.
- Dante ma non quello vero, «Il giornale dell'arte», 245, luglio-agosto 2005, p. 26.
- «Ut vita manebat»? Il primo ritratto monumentale documentato di Giovanni Boccaccio (Ente nazionale Giovanni Boccaccio: commemorazione per il 631° anniversario della morte di Giovanni Boccaccio), (Certaldo 2007).
- Gli splendori dell'«arte civica», «Il Sole 24 ore», 12 maggio 2013, p. 47.